# Disturbia
Disturbia är en amerikansk thriller från 2007 i regi av D J Caruso.

## Handling
Kale (Shia LaBeouf) är en kille som har förlorat sin far. Efter sin fars död blir han tillbakadragen och hamnar i trubbel med domstolsbeordrad husarrest som straff. Kales mor jobbar hela dagarna och nätterna för att kunna försörja sig själv och sin son. Efter en lång tid, instängd på sitt rum, börjar han ägna sig åt voyeurism och spanar på vad grannarna gör. Han tror sig då se att en är seriemördare. Är det sant, eller är det bara hans huvud som spelar honom ett spratt?

## Rollista (i urval)
- Shia LaBeouf
- Sarah Roemer
- Carrie-Anne Moss
- David Morse
- Aaron Yoo
- Jose Pablo Cantillo
- Matt Craven